# Willi Heinrich
Willi Heinrich (* 9. August 1920 in Heidelberg; † 12. Juli 2005 in Dobel, Landkreis Calw) war ein deutscher Schriftsteller.

## Leben
Willi Heinrich war von 1934 bis 1939 in einer Lebensmittelfirma angestellt. 1939 wurde er zum Arbeitsdienst eingezogen. Ab 1940 bis zum Ende des Zweiten Weltkrieges war er Soldat an der Ostfront. Nach seiner Rückkehr arbeitete er wieder als kaufmännischer Angestellter.
1950 begann Heinrich mit dem Schreiben, zunächst vor allem nachts und in der Freizeit. Nach dem internationalen Erfolg seines Debütromans Das geduldige Fleisch konnte er als freier Schriftsteller arbeiten und leben. Insgesamt überschritten die Heinrich-Bücher nach Schätzungen eine Auflage zwischen 30 und 40 Millionen Exemplaren weltweit. Sein Weltkriegsklassiker wurde in 20 Sprachen übersetzt. Nicht nur den Krieg machte Heinrich zum Thema, er setzte sich in gesellschaftlich noch weniger liberalen Zeiten auch mit eher tabuisierten Themen wie Rassismus, Neonazismus oder auch der Sexualität im Alter auseinander.
In Das geduldige Fleisch verarbeitet er die Zeit an der Ostfront von 1941 bis 1945 und schuf den literarischen Helden und tapferen Krieger namens Steiner. Als Unteroffizier kämpft dieser nicht nur für die sinnlose Eroberung einer russischen Fabrik, sondern auch gegen die Hierarchien der Wehrmacht. Heinrichs Bestseller wurde später vor allem gelobt, weil er nach Ansicht der Kritiker den Soldaten ohne Pathos schildert. Unter dem Titel Steiner – Das Eiserne Kreuz wurde die Verfilmung des Buchs zu einem internationalen Erfolg.

## Werke
- Das geduldige Fleisch. Deutsche Verlags-Anstalt, Stuttgart 1955.
- Der Goldene Tisch. Stahlberg Verlag, Karlsruhe 1956.
- In Stolzer Trauer. (Vom Autor bearbeitete Neuausgabe von: Der Goldene Tisch.)
- Die Gezeichneten. Stahlberg Verlag, Karlsruhe 1958.
- Alte Häuser sterben nicht. S. Fischer, Frankfurt am Main 1960.
- Vom inneren Leben. Ullrich, Calw 1961.
- Drei kamen zurück. Buchgemeinschaft Donauland, Wien 1961. (Titel der Originalausgabe: Der Goldene Tisch.)
- Gottes zweite Garnitur. Rütten & Loening, Hamburg 1962.[2]
- Ferien im Jenseits. Rütten & Loening, München 1964.
- Maiglöckchen oder ähnlich. Rütten & Loening, München 1965.
- Mittlere Reife. Rütten & Loening, München 1966.
- Geometrie einer Ehe. Rütten & Loening, München 1967.
- Schmetterlinge weinen nicht. Bertelsmann, Gütersloh 1969.
- Jahre wie Tau. Bertelsmann, Gütersloh 1971, ISBN 3-570-02066-5.
- So long, Archie. Bertelsmann, Gütersloh/ München/ Wien 1972, ISBN 3-570-04595-1.
- Liebe und was sonst noch zählt. Bertelsmann, München/ Gütersloh/ Wien 1974, ISBN 3-570-02315-X.
- Eine Handvoll Himmel. Bertelsmann, München 1976, ISBN 3-570-01586-6.
- In einem Schloß zu wohnen. Deutsche Buch-Gemeinschaft, Berlin/ Darmstadt/ Wien 1977.
- Ein Mann ist immer unterwegs. Bertelsmann, München 1978, ISBN 3-570-00831-2.
- Herzbube und Mädchen. Bertelsmann, München 1980, ISBN 3-570-02383-4.
- Allein gegen Palermo. Lübbe, Bergisch Gladbach 1981, ISBN 3-7857-0281-7.
- Vermögen vorhanden. Lübbe, Bergisch Gladbach 1982, ISBN 3-7857-0319-8.
- Traumvogel. Goldmann, München 1983, ISBN 3-442-30031-2.
- Erzählungen. Deutsche Buch-Gemeinschaft, Berlin/ Darmstadt/ Wien 1984.
- Männer zum Wegwerfen. Herbig, München/ Berlin 1985, ISBN 3-7766-1319-X.
- Die Freundinnen und andere Erzählungen. Heyne, München 1985, ISBN 3-453-02112-6.
- Die Verführung. Herbig, München/ Wien 1986, ISBN 3-7766-1390-4.
- Zeit der Nymphen. Herbig, München/ Berlin 1987, ISBN 3-7766-1462-5.
- Der Väter Ruhm. Blanvalet, München 1988, ISBN 3-7645-05899-7.
- Die Reisende der Nacht. Blanvalet, München 1989, ISBN 3-7645-2565-7.
- Eine spanische Affäre. Blanvalet, München 1990, ISBN 3-7645-5518-1.
- Ein Herz für Frauen. Herbig, München 1992, ISBN 3-7766-1710-1.
- Puppenspiele. Herbig, München 1993, ISBN 3-7766-1766-7.
- Der Gesang der Sirenen. Herbig, München 1994, ISBN 3-7766-1854-X.